# Seznam italských královen

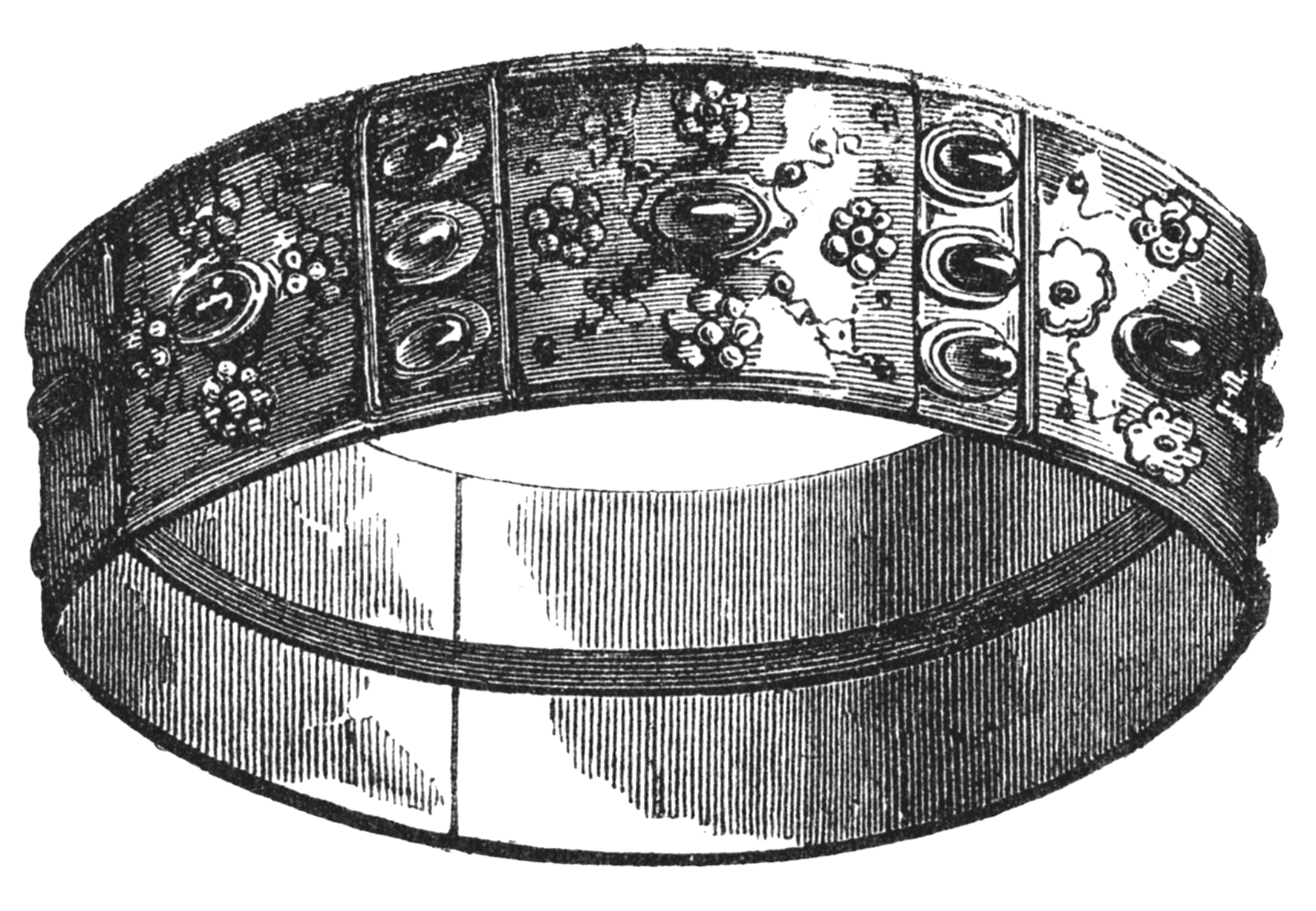
Lombardská koruna používaná u příležitosti italských korunovací až do 19. století.

Seznam italských královen obsahuje jména manželek panovníků, kteří vládli v Itálii nebo její části (v závislosti na tehdejším politickém rozdělení Evropy).

## Ostrogótští panovníci v Itálii
| Portrét                                                    | Jméno             | Otec / Dynastie             | Datum narození | Datum svatby | Královnou od | Královnou do                   | Úmrtí       | Manžel            |
| ---------------------------------------------------------- | ----------------- | --------------------------- | -------------- | ------------ | ------------ | ------------------------------ | ----------- | ----------------- |
|                                                            | Audofleda         | Childerich I. Merovejci     | 470            | 493          | 493          | 30. srpen 526 manželova smrt   |             | Theodorich Veliký |
|                                                            | Matasuntha        | Eutharich Arealská Dynastie | 517            | 536          | 536          | 540 manželova smrt             | po roku 550 | Witiges           |
|                                                            | Berthora Remešská | Theudebert I. Merovejci     | 536 (?)        | 549          | 549          | 1. červenec 552 manželova smrt |             | Totila            |
| Po tomto roce se nezachovala jména ostrogótských královen. |                   |                             |                |              |              |                                |             |                   |
| Portrét                                                    | Jméno             | Otec / Dynastie             | Datum narození | Datum svatby | Královnou od | Královnou do                   | Úmrtí       | Manžel            |

## Lombardští panovníci v Itálii
| Portrét                                                    | Jméno                 | Otec / Dynastie                    | Datum narození | Datum svatby                          | Královnou od                                | Královnou do                             | Úmrtí         | Manžel       |
| ---------------------------------------------------------- | --------------------- | ---------------------------------- | -------------- | ------------------------------------- | ------------------------------------------- | ---------------------------------------- | ------------- | ------------ |
|                                                            | Chlothsind Franská?   | Chlotar I. Merovejci               | ?              | ?                                     | ?                                           | ?                                        | ?             | Alboin       |
|                                                            | Rosamunda Gepidská    | Cunimund                           | ?              | 567                                   | 567                                         | 28. červen 572/573 manželova smrt        | ?             | Alboin       |
|                                                            | Theodelinda           | Garibald I. Bavorský Agilolfingové | ?              | 15. květen 589                        | 15. květen 589                              | 5. září 590 manželova smrt               | 22. leden 627 | Authari      |
| květen 591                                                 | květen 591            | Garibald I. Bavorský Agilolfingové | ?              | 616 manželova smrt                    | Agilulf                                     |                                          | 22. leden 627 |              |
|                                                            | Gundiberga Lombardská | Authari                            | 591            | ?                                     | 626 manželův nástup na trůn                 | 636 manželova smrt                       | ?             | Arioald      |
| po roku 636                                                | po roku 636           | Authari                            | 591            | 652 manželova smrt                    | Rothari                                     |                                          | ?             |              |
|                                                            | Teodota Lombardská    | Aripert I                          | ?              | po roku 662                           | po roku 662                                 | ?                                        | ?             | Grimoald     |
| Až do roku 712 se nezachovala jména lombardských královen. |                       |                                    |                |                                       |                                             |                                          |               |              |
|                                                            | Guntruda              | ?                                  | ?              | ?                                     | 712 manželův nástup na trůn                 | 744 manželovo sesazení z trůnu           | ?             | Liutprand    |
|                                                            | Tassia                | ?                                  | ?              | ?                                     | 744 manželův nástup na trůn                 | 749 manželovo sesazení z trůnu           | ?             | Ratchis      |
|                                                            | Ansa Lombardská       | Verissimo                          | ?              | ?                                     | 744 manželův nástup na trůn                 | 5. červen 774 manželovo sesazení z trůnu | ?             | Desiderius   |
|                                                            | Hildegarda            | Agilolfingovci                     | 758            | 771                                   | 774 manželova korunovace lombardským králem | 30. duben 783                            | 30. duben 783 | Karel Veliký |
|                                                            | Fastrada              | Raoul III.                         | 765            | 784 jako královská manželka Lombardie | 784 jako královská manželka Lombardie       | 10. říjen 794                            | 10. říjen 794 | Karel Veliký |
|                                                            | Luitgarda Franská     | Luitfrid II.                       | 776            | 794 jako královská manželka Lombardie | 794 jako královská manželka Lombardie       | 4. červen 800                            | 4. červen 800 | Karel Veliký |
| Portrét                                                    | Jméno                 | Otec / Dynastie                    | Datum narození | Datum svatby                          | Královnou od                                | Královnou do                             | Úmrtí         | Manžel       |

## Královské manželky Itálie

### DynastieKarlovců(774–887)
| Portrét | Jméno                 | Otec / Dynastie            | Datum narození | Datum svatby                 | Královnou od                          | Královnou do                   | Úmrtí                        | Manžel             |
| ------- | --------------------- | -------------------------- | -------------- | ---------------------------- | ------------------------------------- | ------------------------------ | ---------------------------- | ------------------ |
|         | Hildegarda            | Agilolfingovci             | 758            | 771                          | 774                                   | 30. duben 783                  | 30. duben 783                | Karel Veliký       |
|         | Fastrada              | Raoul III.                 | 765            | 784                          | 784                                   | 10. říjen 794                  | 10. říjen 794                | Karel Veliký       |
|         | Luitgarda Franská     | Luitfrid II.               | 776            | 794                          | 794                                   | 4. červen 800                  | 4. červen 800                | Karel Veliký       |
|         | Berta                 | Vilém z Gellone            | ?              | 795 (?)                      | 781 jako královská manželka Itálie    | 8. červenec 810 manželova smrt | ?                            | Pipin Italský      |
|         | Kunhuta z Laonu       | ?                          | ?              | 813                          | 813                                   | 17. duben 818 manželova smrt   | ?                            | Bernard Italský    |
|         | Irmingarda z Tours    | Hugh z Tours Etichonidovci | 804            | 15. říjen 821 15. červen 844 | 15. říjen 821 15. červen 844          | 20. březen 851                 | 20. březen 851               | Lothar I. Franský  |
|         | Engelberga Parmská    | Adelchis I. Supponidové    | 830            | 5. říjen 851                 | 5. říjen 851                          | 12. srpen 875 manželova smrt   | 896/901                      | Ludvík II. Italský |
|         | Richilda Provensálská | Bivin Bosonidové           | 845            | 870                          | 12. srpen 875 manželův nástup na trůn | 6. říjen 877 manželova smrt    | 2. červen 910                | Karel II. Holý     |
|         | Richardis Alsaská     | Erchanger Ahalolfingerové  | 840            | 862                          | 879 manželův nástup na trůn           | 887 manželova smrt             | 18. září mezi lety 894 a 896 | Karel III. Tlustý  |
| Portrét | Jméno                 | Otec / Dynastie            | Datum narození | Datum svatby                 | Královnou od                          | Královnou do                   | Úmrtí                        | Manžel             |

### Unruochingská dynastie (887–924)
| Portrét | Jméno              | Otec / Dynastie                  | Datum narození | Datum svatby | Královnou od                             | Královnou do                | Úmrtí        | Manžel      |
| ------- | ------------------ | -------------------------------- | -------------- | ------------ | ---------------------------------------- | --------------------------- | ------------ | ----------- |
|         | Bertila ze Spoleta | Suppo II. ze Spoleta Supponidové | 860            | 880          | 26. prosinec 887 manželův nástup na trůn | prosinec 915                | prosinec 915 | Berengar I. |
|         | Anna Provensálská  | Ludvík Slepý Bosonidovci         | ?              | prosinec 915 | prosinec 915                             | 7. duben 924 manželova smrt | ?            | Berengar I. |
| Portrét | Jméno              | Otec / Dynastie                  | Datum narození | Datum svatby | Královnou od                             | Královnou do                | Úmrtí        | Manžel      |

### Dynastie Widonidovců (889–896)
| Portrét | Jméno                 | Otec / Dynastie      | Datum narození | Datum svatby | Královnou od             | Královnou do                    | Úmrtí         | Manžel          |
| ------- | --------------------- | -------------------- | -------------- | ------------ | ------------------------ | ------------------------------- | ------------- | --------------- |
|         | Ageltruda z Beneventa | Adelchis z Beneventa | ?              | 880 (?)      | 889 manželova korunovace | 12. prosinec 894 manželova smrt | 27. srpen 923 | Wido ze Spoleta |
| Portrét | Jméno                 | Otec / Dynastie      | Datum narození | Datum svatby | Královnou od             | Královnou do                    | Úmrtí         | Manžel          |

### DynastieKarlovců(896–899)
| Portrét | Jméno        | Otec / Dynastie                  | Datum narození | Datum svatby      | Královnou od                      | Královnou do                   | Úmrtí   | Manžel            |
| ------- | ------------ | -------------------------------- | -------------- | ----------------- | --------------------------------- | ------------------------------ | ------- | ----------------- |
|         | Oda Hesenská | Berengar I. Hesenský Konradinové | 874            | na konci roku 888 | 22. únor 896 manželova korunovace | 8. prosinec 899 manželova smrt | 899–903 | Arnulf Korutanský |
| Portrét | Jméno        | Otec / Dynastie                  | Datum narození | Datum svatby      | Královnou od                      | Královnou do                   | Úmrtí   | Manžel            |

### Dynastie Bosonidů (900–905)
| Portrét | Jméno                  | Otec / Dynastie           | Datum narození | Datum svatby | Královnou od                       | Královnou do                            | Úmrtí | Manžel                 |
| ------- | ---------------------- | ------------------------- | -------------- | ------------ | ---------------------------------- | --------------------------------------- | ----- | ---------------------- |
|         | Anna z Konstantinopole | Leon VI. Moudrý Leonidové | 885            | ?            | 12. říjen 900 manželova korunovace | 21. červenec 905 manžel se vzdal titulu | 912   | Ludvík III. Bosonidský |
| Portrét | Jméno                  | Otec / Dynastie           | Datum narození | Datum svatby | Královnou od                       | Královnou do                            | Úmrtí | Manžel                 |

### Starší dynastie Welfů (922–926)
| Portrét | Jméno         | Otec / Dynastie                    | Datum narození | Datum svatby | Královnou od             | Královnou do               | Úmrtí            | Manžel                |
| ------- | ------------- | ---------------------------------- | -------------- | ------------ | ------------------------ | -------------------------- | ---------------- | --------------------- |
|         | Berta Švábská | Burchard II. Švábský Hunfridingové | 907            | 922          | 922 manželova korunovace | 933 manžel sa vzdal titulu | po 2. ledeni 966 | Rudolf II. Burgundský |
| Portrét | Jméno         | Otec / Dynastie                    | Datum narození | Datum svatby | Královnou od             | Královnou do               | Úmrtí            | Manžel                |

### Dynastie Bosonidů (926–950)
| Portrét | Jméno               | Otec / Dynastie                             | Datum narození | Datum svatby     | Královnou od                       | Královnou do                              | Úmrtí            | Manžel             |
| ------- | ------------------- | ------------------------------------------- | -------------- | ---------------- | ---------------------------------- | ----------------------------------------- | ---------------- | ------------------ |
|         | Alda (Hilda)        |                                             | ?              | po roce 924      | po roce 924                        | před rokem 932 anulace manželství         | ?                | Hugo z Arlés       |
|         | Marozia z Tusculumu | Theofylact I. Tusculaniové                  | 890            | 932              | 932                                | prosinec 932 933 manžel utekl, ji věznili | 932/937          | Hugo z Arlés       |
|         | Berta Švábská       | Burchard II. Švábský Hunfridingové          | 907            | 12. prosinec 937 | 12. prosinec 937                   | 10. duben 948 manželova smrt              | po 2. lednu 966  | Hugo z Arlés       |
|         | Adéla Burgundská    | Rudolf II. Burgundský Starší dynastie Welfů | 931            | 12. prosinec 947 | 10. duben 948 manželova korunovace | 22. listopad 950 manželova smrt           | 16. prosinec 999 | Lothar II. Italský |
| Portrét | Jméno               | Otec / Dynastie                             | Datum narození | Datum svatby     | Královnou od                       | Královnou do                              | Úmrtí            | Manžel             |

### Burgundsko-Ivrejská dynastie(950–963)
| Portrét | Jméno             | Otec / Dynastie           | Datum narození | Datum svatby | Královnou od             | Královnou do                   | Úmrtí                | Manžel               |
| ------- | ----------------- | ------------------------- | -------------- | ------------ | ------------------------ | ------------------------------ | -------------------- | -------------------- |
|         | Willa Toskánska   | Boso Toskánsky Bosonidové | 910            | 930/931      | 950 manželova korunovace | 953 manželovo uvěznění         | 963/po roku 966      | Berengar II. Italský |
|         | Gerberga z Mâconu | Lambert I.                | ?              | 956/958/959  | 956/958/959              | 963 manželovo sesazení z trůnu | 11. prosinec 986/991 | Vojtěch II. Ivrejský |
| Portrét | Jméno             | Otec / Dynastie           | Datum narození | Datum svatby | Královnou od             | Královnou do                   | Úmrtí                | Manžel               |

### DynastieLiudolfovců(951–1002)
V roce 951 Ota I. Veliký napadl Itálii a nechal se korunovat králem Lombardie. V roce 952 se Berengar a Vojtěch stali vazaly, ale zůstali králi, dokud je Ota nesesadil
| Portrét | Jméno            | Otec / Dynastie                             | Datum narození | Datum svatby  | Královnou od  | Královnou do                   | Úmrtí            | Manžel        |
| ------- | ---------------- | ------------------------------------------- | -------------- | ------------- | ------------- | ------------------------------ | ---------------- | ------------- |
|         | Adéla Burgundská | Rudolf II. Burgundský Starší dynastie Welfů | 931            | 951           | 951           | 7. květen 973 manželova smrt   | 16. prosinec 999 | Ota I. Veliký |
|         | Theofano         | Sklerosové                                  | 960            | 14. duben 972 | 14. duben 972 | 7. prosinec 983 manželova smrt | 15. červen 991   | Ota II.       |
| Portrét | Jméno            | Otec / Dynastie                             | Datum narození | Datum svatby  | Královnou od  | Královnou do                   | Úmrtí            | Manžel        |

### Burgundsko-Ivrejská dynastie (1002–1014)
| Portrét | Jméno        | Otec / Dynastie | Datum narození | Datum svatby    | Královnou od                 | Královnou do                        | Úmrtí | Manžel          |
| ------- | ------------ | --------------- | -------------- | --------------- | ---------------------------- | ----------------------------------- | ----- | --------------- |
|         | Berta z Luni | Otbert di Luni  | ?              | před rokem 1000 | 1002 manželův nástup na trůn | 1014 manžel se vzdal nároku na trůn | ?     | Arduin Ivrejský |
| Portrét | Jméno        | Otec / Dynastie | Datum narození | Datum svatby    | Královnou od                 | Královnou do                        | Úmrtí | Manžel          |

Po Arduinovi se jediným držitelem titulu italského krále stal císař Svaté říše římské. Titul italské královny se stal jedním z mnoha titulů císařovny.

### Liudolfovci (1004–1024)
| Portrét | Jméno               | Otec / Dynastie          | Datum narození | Datum svatby | Královnou od                         | Královnou do                     | Úmrtí          | Manžel       |
| ------- | ------------------- | ------------------------ | -------------- | ------------ | ------------------------------------ | -------------------------------- | -------------- | ------------ |
|         | Kunhuta Lucemburská | Siegfried I. Lucemburský | 975            | 1000         | 14. květen 1004 manželova korunovace | 13. červenec 1024 manželova smrt | 3. březen 1033 | Jindřich II. |
| Portrét | Jméno               | Otec / Dynastie          | Datum narození | Datum svatby | Královnou od                         | Královnou do                     | Úmrtí          | Manžel       |

### Sálská dynastie(1026–1125)
| Portrét | Jméno               | Otec / Dynastie    | Datum narození | Datum svatby      | Královnou od                         | Královnou do                          | Úmrtí             | Manžel              |
| ------- | ------------------- | ------------------ | -------------- | ----------------- | ------------------------------------ | ------------------------------------- | ----------------- | ------------------- |
|         | Gisela Švábská      | Konrádovci         | 995            | 1016              | 1026 manželova korunovace            | 4. červen 1039 manželova smrt         | 14. únor 1043     | Konrád II. Sálský   |
|         | Anežka z Poitou     | Ramnulfovci        | 1025           | 21. listopad 1043 | 21. listopad 1043                    | 5. říjen 1056 manželova smrt          | 14. prosinec 1077 | Jindřich III. Černý |
|         | Berta Savojská      | Savojští           | 21. září 1051  | 13. červenec 1066 | 25. červen 1080 manželova korunovace | 27. prosinec 1087                     | 27. prosinec 1087 | Jindřich IV.        |
|         | Adéla Kyjevská      | Rurikovci          | 1071           | 14. srpen 1089    | 14. srpen 1089                       | 1093 korunovace nevlastního syna      | 20. červenec 1109 | Jindřich IV.        |
|         | Konstancie Sicilská | Hautevillové       | 1077–1087      | 1095              | 1095                                 | April 1098 manželovo sesazení z trůnu | 1138              | Konrád Francký      |
|         | Matylda Anglická    | Normanská dynastie | 7. únor 1101   | 7. leden 1114     | 7. leden 1114                        | 23. květen 1125                       | 10. září 1167     | Jindřich V. Sálský  |
| Portrét | Jméno               | Otec / Dynastie    | Datum narození | Datum svatby      | Královnou od                         | Královnou do                          | Úmrtí             | Manžel              |

### Supplingburgerové (1128–1137)
| Portrét | Jméno                | Otec / Dynastie | Datum narození | Datum svatby | Královnou od              | Královnou do                    | Úmrtí           | Manžel      |
| ------- | -------------------- | --------------- | -------------- | ------------ | ------------------------- | ------------------------------- | --------------- | ----------- |
|         | Richenza z Northeimu |                 | 1087/89        | 1100         | 1128 manželova korunovace | 4. prosinec 1137 manželova smrt | 10. červen 1141 | Lothar III. |
| Portrét | Jméno                | Otec / Dynastie | Datum narození | Datum svatby | Královnou od              | Královnou do                    | Úmrtí           | Manžel      |

### Štaufové(1154–1197)
| Portrét | Jméno               | Otec / Dynastie              | Datum narození   | Datum svatby   | Královnou od                                | Královnou do                 | Úmrtí             | Manžel                 |
| ------- | ------------------- | ---------------------------- | ---------------- | -------------- | ------------------------------------------- | ---------------------------- | ----------------- | ---------------------- |
|         | Beatrix Burgundská  | Burgundsko-Ivrejská dynastie | 1148             | 9. červen 1156 | 9. červen 1156                              | 15. listopad 1184            | 15. listopad 1184 | Fridrich I. Barbarossa |
|         | Konstancie Sicilská | Hautevillové                 | 2. listopad 1154 | 27. leden 1186 | 14. duben 1191 manželova korunovace císařem | 28. září 1197 manželova smrt | 27. listopad 1198 | Jindřich VI. (císař)   |
| Portrét | Jméno               | Otec / Dynastie              | Datum narození   | Datum svatby   | Královnou od                                | Královnou do                 | Úmrtí             | Manžel                 |

### Welfové(1208–1215)
| Portrét | Jméno            | Otec / Dynastie         | Datum narození    | Datum svatby       | Královnou od       | Královnou do                                | Úmrtí                     | Manžel             |
| ------- | ---------------- | ----------------------- | ----------------- | ------------------ | ------------------ | ------------------------------------------- | ------------------------- | ------------------ |
|         | Beatrix Švábská  | Filip Švábský Štaufové) | duben/červen 1198 | 23. červenec 1212  | 23. červenec 1212  | 11. srpen 1212                              | 11. srpen 1212            | Ota IV. Brunšvický |
|         | Marie Brabantská | Reginarovci             | 1190              | po 19. květnu 1214 | po 19. květnu 1214 | 5. červenec 1215 manželovo sesazení z trůnu | 9. březen/14. červen 1260 | Ota IV. Brunšvický |
| Portrét | Jméno            | Otec / Dynastie         | Datum narození    | Datum svatby       | Královnou od       | Královnou do                                | Úmrtí                     | Manžel             |

### Štaufové(1212–1250)
| Portrét | Jméno                | Otec / Dynastie      | Datum narození | Datum svatby         | Královnou od                                                                                        | Královnou do     | Úmrtí            | Manžel                |
| ------- | -------------------- | -------------------- | -------------- | -------------------- | --------------------------------------------------------------------------------------------------- | ---------------- | ---------------- | --------------------- |
|         | Konstancie Aragonská | Barcelonská dynastie | 1179           | 5. srpen 1209        | 9. prosinec 1212 manželova korunovace římským králem 22. listopad 1220 manželova korunovace císařem | 23. červen 1222  | 23. červen 1222  | Fridrich II. Štaufský |
|         | Jolanda Jeruzalémská |                      | 1212           | 9. listopad 1225     | 9. listopad 1225                                                                                    | 25. duben 1228   | 25. duben 1228   | Fridrich II. Štaufský |
|         | Isabela Anglická     | Plantageneti         | 1214           | 15/20. červenec 1235 | 15/20. červenec 1235                                                                                | 1. prosinec 1241 | 1. prosinec 1241 | Fridrich II. Štaufský |
|         | Blanka Lancia        |                      | 1200           | 1244?                | 1244?                                                                                               | 1244?            | 1244?            | Fridrich II. Štaufský |
| Portrét | Jméno                | Otec / Dynastie      | Datum narození | Datum svatby         | Královnou od                                                                                        | Královnou do     | Úmrtí            | Manžel                |

### Lucemburkové(1308–1313)
| Portrét | Jméno              | Otec / Dynastie | Datum narození | Datum svatby     | Královnou od                                                                                              | Královnou do      | Úmrtí             | Manžel                    |
| ------- | ------------------ | --------------- | -------------- | ---------------- | --- | ----------------- | ----------------- | ------------------------- |
|         | Markéta Brabantská | Reginarovci     | 4. říjen 1276  | 9. červenec 1292 | 27. listopad 1308 manžel se stal římskoněmeckým králom 6. leden 1311 manželova korunovace italským králem | 14. prosinec 1311 | 14. prosinec 1311 | Jindřich VII. Lucemburský |
| Portrét | Jméno              | Otec / Dynastie | Datum narození | Datum svatby     | Královnou od                                                                                              | Královnou do      | Úmrtí             | Manžel                    |

### Wittelsbachové(1327–1347)
| Portrét | Jméno             | Otec / Dynastie  | Datum narození | Datum svatby  | Královnou od                                        | Královnou do                  | Úmrtí           | Manžel           |
| ------- | ----------------- | ---------------- | -------------- | ------------- | --------------------------------------------------- | ----------------------------- | --------------- | ---------------- |
|         | Markéta Holandská | Dynastie Avesnes | 1311           | 26. únor 1324 | 23. říjen 1327 manželova korunovace italským králem | 11. říjen 1347 manželova smrt | 23. červen 1356 | Ludvík IV. Bavor |
| Portrét | Jméno             | Otec / Dynastie  | Datum narození | Datum svatby  | Královnou od                                        | Královnou do                  | Úmrtí           | Manžel           |

### Lucemburkové(1355–1437)
| Portrét | Jméno              | Otec / Dynastie  | Datum narození | Datum svatby    | Královnou od | Královnou do                                                                                          | Úmrtí             | Manžel              |
| ------- | ------------------ | ---------------- | -------------- | --------------- | --- | --- | ----------------- | ------------------- |
|         | Anna Svídnická     | Piastovci        | 1339           | 27. květen 1353 | leden 1355 manželova korunovace italským králem                                                                                          | 11. červenec 1362                                                                                     | 11. červenec 1362 | Karel IV.           |
|         | Alžběta Pomořanská | Dynastie Greifen | 1347           | 21. květen 1363 | 21. květen 1363 | 29. listopad 1378 manželova smrt                                                                      | 14. únor 1393     | Karel IV.           |
|         | Johanna Bavorská   | Wittelsbachové   | 1362           | 29. září 1370   | 29. listopad 1378 manželův nástup na trůn                                                                                                | 31. prosinec 1386                                                                                     | 31. prosinec 1386 | Václav IV.          |
|         | Žofie Bavorská     | Wittelsbachové   | 1376           | 2. květen 1389  | 2. květen 1389 | 20. srpen 1400 manželovo odstoupení 1410 konec manželovy vlády v Itálii 16. srpen 1419 manželova smrt | 26. září 1425     | Václav IV.          |
|         | Barbora Celjská    | Celjští          | 1390/1395      | 1408            | 21. červenec 1411 manželovo zvolení císařem 25. listopad 1431 manželova korunovace králem 21. červenec 1411 manželova korunovace císařem | 9. prosinec 1437 manželova smrt                                                                       | 11. červenec 1451 | Zikmund Lucemburský |
| Portrét | Jméno              | Otec / Dynastie  | Datum narození | Datum svatby    | Královnou od | Královnou do                                                                                          | Úmrtí             | Manžel              |

### Habsburkové(1437–1745)
| Portrét | Jméno                                       | Otec / Dynastie | Datum narození             | Datum svatby      | Královnou od                                                                        | Královnou do                  | Úmrtí             | Manžel                    |
| --- | ------------------------------------------- | --------------- | -------------------------- | ----------------- | ----------------------------------------------------------------------------------- | ----------------------------- | ----------------- | ------------------------- |
| | Alžběta Lucemburská                         | Lucemburkové    | 7. říjen 1409              | 1422              | 9. prosinec 1437 manželův nástup na trůn 18. březen 1438 manželovo jmenování králem | 27. říjen 1439 manželova smrt | 25. prosinec 1442 | Albrecht II. Habsburský   |
| | Eleonora Portugalská                        | Avizové         | 18. září 1434              | 16. březen 1452   | 19. březen 1452 manželova korunovace císařem                                        | 3. září 1467                  | 3. září 1467      | Fridrich III.             |
| | Bianca Marie Sforza                         | Sforzové        | 5. duben 1472              | 16. březen 1494   | 4. únor 1508 manželovo vyhlášení císařem                                            | 31. prosinec 1510             | 31. prosinec 1510 | Maxmilián I.              |
| | Isabela Portugalská                         | Avizové         | 23. říjen 1503             | 10. březen 1526   | 24. únor 1530 manželova korunovace císařem                                          | 1. květen 1539                | 1. květen 1539    | Karel V.                  |
| Ferdinand I. Habsburský a jeho nástupníci používali titul italský král, ačkoliv nikdy nebyli oficiálně korunovaní |                                             |                 |                            |                   |                                                                                     |                               |                   |                           |
| | Anna Jagellonská                            | Jagellonci      | 23. červenec 1503          | 25. květen 1521   | 16. leden 1556 manželovo jmenování 1558 zvolení manžela císařem                     | 27. leden 1547                | 27. leden 1547    | Ferdinand I. Habsburský   |
| | Marie Španělská                             | Habsburkové     | 21. červen 1528            | 13. září 1548     | 25. červenec 1564 jmenování manžela císařem                                         | 12. říjen 1576 manželova smrt | 26. únor 1603     | Maxmilián II.             |
| | Anna Tyrolská                               | Habsburkové     | 4. říjen 1585              | 4. prosinec 1611  | 20. leden 1612 jmenování manžela císařem                                            | 14. prosinec 1618             | 14. prosinec 1618 | Matyáš Habsburský         |
| | Eleonora Gonzagová                          | Gonzagové       | 23. září 1598              | 4. únor 1622      | 4. únor 1622                                                                        | 15. únor 1637 manželova smrt  | 27. červen 1655   | Ferdinand II.             |
| | Marie Anna Španělská                        | Habsburkové     | 18. srpen 1606             | 20. únor 1631     | 15. únor 1637 jmenování manžela císařem                                             | 13. květen 1646               | 13. květen 1646   | Ferdinand III. Habsburský |
| | Marie Leopoldina Tyrolská                   | Habsburkové     | 6. duben 1632              | 2. červenec 1648  | 2. červenec 1648                                                                    | 7. srpen 1649                 | 7. srpen 1649     | Ferdinand III. Habsburský |
| Vestfálský mír z 24. října 1648 ukončil všechny říšské nároky na území v Itálii, ale římskoněmecká říše pokračovala v dokazovaní nároků až do abdikace Františka I. vzhledem k rostoucímu vlivu Napoleona Bonaparta, který se korunoval italským králem v předchozím roce. |                                             |                 |                            |                   |                                                                                     |                               |                   | Ferdinand III. Habsburský |
| | Eleonora Magdalena Gonzagová                | Gonzagové       | 18. listopad 1630          | 30. duben 1651    | 30. duben 1651                                                                      | 2. duben 1657 manželova smrt  | 6. prosinec 1686  | Ferdinand III. Habsburský |
| | Markéta Tereza Habsburská                   | Habsburkové     | 12. červenec 1651          | 12. prosinec 1666 | 12. prosinec 1666                                                                   | 12. březen 1673               | 12. březen 1673   | Leopold I.                |
| | Klaudie Felicitas Tyrolská                  | Habsburkové     | 30. květen 1653            | 15. říjen 1673    | 15. říjen 1673                                                                      | 8. duben 1676                 | 8. duben 1676     | Leopold I.                |
| | Eleonora Magdalena Falcko-Neuburská         | Wittelsbachové  | 6. leden 1655              | 14. prosinec 1676 | 14. prosinec 1676                                                                   | 5. květen 1705 manželova smrt | 19. leden 1720    | Leopold I.                |
| | Vilemína Amálie Brunšvická                  | Welfové         | 21. duben 1673             | 24. únor 1699     | 5. květen 1705 jmenování manžela císařem                                            | 17. duben 1711 manželova smrt | 10. duben 1742    | Josef I.                  |
| | Alžběta Kristýna Brunšvicko-Wolfenbüttelská | Welfové         | 28. srpen (28. září?) 1691 | 1. srpen 1708     | prosinec 1711 manželovo zvolení císařem                                             | 20. říjen 1740 manželova smrt | 21. prosinec 1750 | Karel VI.                 |
| Portrét | Jméno                                       | Otec / Dynastie | Datum narození             | Datum svatby      | Královnou od                                                                        | Královnou do                  | Úmrtí             | Manžel                    |

### Wittelsbachové(1742–1745)
| Portrét | Jméno                   | Otec / Dynastie | Datum narození | Datum svatby  | Královnou od                          | Královnou do                  | Úmrtí             | Manžel              |
| ------- | ----------------------- | --------------- | -------------- | ------------- | ------------------------------------- | ----------------------------- | ----------------- | ------------------- |
|         | Marie Amálie Habsburská | Habsburkové     | 22. říjen 1701 | 5. říjen 1722 | 24. leden 1742 nástup manžela na trůn | 20, leden 1745 manželova smrt | 11. prosinec 1756 | Karel VII. Bavorský |
| Portrét | Jméno                   | Otec / Dynastie | Datum narození | Datum svatby  | Královnou od                          | Královnou do                  | Úmrtí             | Manžel              |

### Habsbursko-lotrinská dynastie(1745–1806)
| Portrét | Jméno                           | Otec / Dynastie | Datum narození    | Datum svatby   | Královnou od                             | Královnou do                     | Úmrtí             | Manžel                        |
| ------- | ------------------------------- | --------------- | ----------------- | -------------- | ---------------------------------------- | -------------------------------- | ----------------- | ----------------------------- |
|         | Marie Terezie                   | Habsburkové     | 13. květen 1717   | 12. únor 1736  | 13. září 1745 manželovo zvolení císařem  | 18. srpen 1765 manželova smrt    | 29. listopad 1780 | František I. Štěpán Lotrinský |
|         | Marie Josefa Bavorská           | Wittelsbachové  | 30. březen 1739   | 23. leden 1765 | 18. srpen 1765 manželovo zvolení císařem | 28. květen 1767                  | 28. květen 1767   | Josef II.                     |
|         | Marie Ludovika Španělská        | Bourboni        | 24. listopad 1745 | 5. srpen 1765  | 30. září 1790 nástup manžela na trůn     | březen 1792 manželova smrt       | 15. květen 1792   | Leopold II.                   |
|         | Marie Tereza Neapolsko-Sicilská | Bourboni        | 6. červen 1772    | 15. srpen 1790 | 5. červenec 1792 nástup manžela na trůn  | 6. srpen 1806 manželova abdikace | 13. duben 1807    | František I.                  |
| Portrét | Jméno                           | Otec / Dynastie | Datum narození    | Datum svatby   | Královnou od                             | Královnou do                     | Úmrtí             | Manžel                        |

### Bonapartové(1805–1814)
| Portrét | Jméno                            | Otec / Dynastie               | Datum narození    | Datum svatby   | Královnou od                           | Královnou do                     | Úmrtí             | Manžel             |
| ------- | -------------------------------- | ----------------------------- | ----------------- | -------------- | -------------------------------------- | -------------------------------- | ----------------- | ------------------ |
|         | Joséphine de Beauharnais         | de la Pagerie                 | 23. červen 1763   | 9. březen 1796 | 26. květen 1805 nástup manžela na trůn | 10. leden 1810 rozvod            | 29. květen 1814   | Napoleon Bonaparte |
|         | Marie Luisa Habsbursko-Lotrinská | Habsbursko-lotrinská dynastie | 12. prosinec 1791 | 1. duben 1810  | 1. duben 1810                          | 6. duben 1814 manželova abdikace | 17. prosinec 1841 | Napoleon Bonaparte |
| Portrét | Jméno                            | Otec / Dynastie               | Datum narození    | Datum svatby   | Královnou od                           | Královnou do                     | Úmrtí             | Manžel             |

### Savojští(1861–1946)
| Portrét | Jméno                 | Otec / Dynastie                   | Datum narození    | Datum svatby   | Královnou od                              | Královnou do                      | Úmrtí             | Manžel              |
| ------- | --------------------- | --------------------------------- | ----------------- | -------------- | ----------------------------------------- | --------------------------------- | ----------------- | ------------------- |
|         | Markéta Savojská      | Savojští                          | 20. listopad 1851 | 21. duben 1868 | 9. leden 1878 manželův nástup na trůn     | 29. červenec 1900 manželova smrt  | 4. leden 1926     | Umberto I.          |
|         | Elena Černohorská     | Dynastie Petrovićů-Njegošů        | 8. leden 1873     | 24. říjen 1896 | 29. červenec 1900 manželův nástup na trůn | 9. květen 1946 manželova abdikace | 28. listopad 1952 | Viktor Emanuel III. |
|         | Marie Josefa Belgická | Dynastie Sasko-Kobursko-Gothajská | 4. srpen 1906     | 8. leden 1930  | 9. květen 1946 manželův nástup na trůn    | 12. červen 1946 zrušení monarchie | 27. leden 2001    | Umberto II.         |
| Portrét | Jméno                 | Otec / Dynastie                   | Datum narození    | Datum svatby   | Královnou od                              | Královnou do                      | Úmrtí             | Manžel              |

### Související seznamy
- Seznam italských králů